# Sichuan
Sichuan, nach Lessing Othmer Sitschuan (chinesisch 四川, Pinyin Sìchuānⓘ, W.-G. Ssŭ-ch’uan – „Vier Flüsse“) ist eine Provinz der Volksrepublik China im Südwesten des Landes mit Chengdu (oder Tschengdu), als Hauptstadt. Sichuan ist in China poetisch auch als „Land des Überflusses“ (天府之國 / 天府之国,  Tiānfǔ zhī Guó – „paradiesisches Land“) bekannt.

## Schreibvarianten
Es gab und gibt verschiedene Varianten der Transkription des Provinznamens. So wird er beispielsweise in Brechts Theaterstück Sezuan geschrieben, Post Szechwan, Stange Ssetschuan oder Yale Szchwan. Der Duden verzeichnet als ältere Varianten Szetschuan und Szechuan.

## Geographie
Sichuan liegt östlich des tibetischen Hochplateaus am Oberlauf des Jangtsekiang.
Den Kern der Provinz bildet das Rote Becken, eine fruchtbare, von Gebirgen umgebene Ebene. Die Ebene hat ein Nord-Süd-Gefälle von 700 m über dem Meeresspiegel auf 300 m über dem Meeresspiegel. Der Westen wird von Hochgebirgsketten wie dem Daxue Shan beherrscht, das mit dem Gongga Shan (7556 m) – tibetisch Minya Konka, chinesisch 貢嘎山 / 贡嘎山, Pinyin Gònggā Shān – die höchste Erhebung der Provinz hat. Nach Norden wird das Becken vom Qinling-Gebirge abgeschlossen, das bis in die 4000er geht. Richtung Süden und Südosten liegt das Dalou-Gebirge mit Gipfeln um die 2000 m.

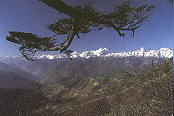
Gongga Shan, 2006

Weitere bedeutende Berge sind Erlang Shan (3437 m) – 二郎山, Emei Shan (3099 m) – 峨眉山 und Siguniang Shan (6254 m) – 四姑娘山.
Der Jangtsekiang ist der größte und wasserreichste Fluss, der Sichuan durchquert. Sein Verlauf bildet den Großteil der West- und Südgrenze der Provinz, wobei er noch bis Yibin den Namen Jinsha Jiang trägt. In Sichuan nimmt er vier Zuflüsse auf, die der Provinz ihren Namen gaben. Diese vier Flüsse sind der Min Jiang, Tuo Jiang, Jialing Jiang und Wu Jiang. Vorher hat er bereits bei Panzhihua den Yalong Jiang – 雅砻江 – aufgenommen.
Die Provinz liegt am Rand der Überschiebungszone der indischen Platte gegen die eurasische Platte. Durch diese Plattenverschiebung ist die Provinz Sichuan erdbebengefährdet (siehe Erdbeben in Sichuan 2008, Erdbeben-Stelenwald von Xichang).
Benachbarte Verwaltungseinheiten auf Provinzebene sind Tibet, Qinghai, Gansu, Shaanxi, Chongqing, Guizhou und Yunnan.

## Klima
Das Sichuan-Becken, auch als „Rotes Becken“ bekannt, hat trotz der kontinentalen Lage ein subtropisches Klima. Die geschützte Lage im Tal beschert der Ebene 350 frostfreie Tage im Jahr und damit die Möglichkeit, ganzjährig Landwirtschaft zu betreiben. Eine wichtige Grenze wird dabei durch das Qinling-Gebirge nach Norden hin markiert. Im Januar beträgt nördlich davon die Durchschnittstemperatur 0 °C, im südlich davon gelegenen Sichuan 8 °C. Die sommerlichen Durchschnittstemperaturen liegen bei 30 °C. Die Niederschlagsmenge liegt bei 1000 mm und wegen starker Wolken- und Nebelbildung kommt Sichuan nur auf 25–30 Sonnentage pro Jahr.
Das Klima in den gebirgigen Regionen, die das Rote Becken umschließen und nach Westen zum tibetischen Hochplateau ansteigen, ist dagegen deutlich kälter und trockener.

## Flora und Fauna

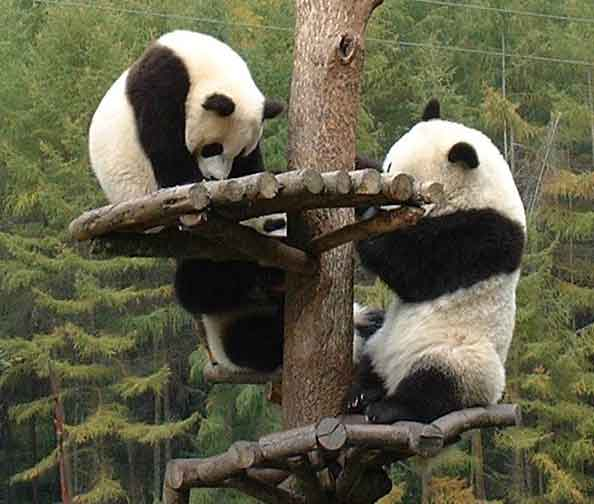
Pandas in Wolong, 2003

Die vielfältige Geomorphologie und das unterschiedliche Klima haben für eine reichhaltige Pflanzenwelt günstige Bedingungen geschaffen. Die Provinz verfügt über 7,46 Millionen ha Wald.
Ein Fünftel der sogenannten „lebenden Fossilien“ Chinas wie der Urweltmammutbaum und der Taubenbaum sind in Sichuan endemisch. Der Panda, eines der nationalen Symbole Chinas, ist in vier Gebirgen Sichuans heimisch und wird in Schutzzonen besonders gehegt. Das bedeutendste Naturschutzgebiet ist das Wolong-Reservat.

## Administrative Gliederung

### Geschichte der Verwaltungsgliederung
Der westliche Teil Sichuans mit über einem Drittel der Fläche der Provinz gehörte bis 1955 zur Provinz Xikang, die theoretisch weitgehend der tibetischen Kulturregion Kham entsprach. West-Kham bzw. Qamdo war aber bereits während des Kaiserreichs unter chinesische Verwaltung gekommen. Die Provinz Xikang wurde 1955 aufgelöst, West-Kham ging an Tibet, Ost-Kham an Sichuan, womit die historischen Verhältnisse wiederhergestellt waren.
Die Stadt Chongqing mit dem dazugehörigen Verwaltungsbezirk wurde am 14. März 1997 als regierungsunmittelbare Stadt aus der Provinz Sichuan ausgegliedert.

### Heutige Verwaltungsgliederung
Sichuan setzt sich auf Bezirksebene aus einer provinzunmittelbaren Stadt, 17 bezirksfreien Städten und drei autonomen Bezirken zusammen (Stand: Volkszählung 2020). Auf Kreisebene war Sichuan im Jahr 2021 in 183 Einheiten gegliedert, nämlich 105 Kreise, 55 Stadtbezirke, 19 Städte auf Kreisebene und 4 autonome Kreise. Auf Gemeindeebene existierten im Jahr 2020 3.230 Verwaltungseinheiten, darunter 1978 Großgemeinden (镇), 710 Gemeinden (乡), 459 Straßenviertel (街道) und 83 Nationalitätengemeinden (民族乡).
| Region                         | Chin.              | Hanyu Pinyin                 | Verwaltungs- sitz | Fläche (km²) | Einwohner (2020) |
| ------------------------------ | ------------------ | ---------------------------- | ----------------- | ------------ | ---------------- |
| Sichuan                        | 四川省             | Sìchuān Shěng                | Chengdu           | 486.078      | 83.674.866       |
| — Provinzunmittelbare Städte — |                    |                              |                   |              |                  |
| Chengdu                        | 成都市             | Chéngdū Shì                  | Wuhou             | 14.332       | 20.937.757       |
| — Bezirksfreie Städte —        |                    |                              |                   |              |                  |
| Zigong                         | 自贡市             | Zìgòng Shì                   | Ziliujing         | 4.381        | 2.489.256        |
| Panzhihua                      | 攀枝花市           | Pānzhīhuā Shì                | Dong              | 7.401        | 1.212.203        |
| Luzhou                         | 泸州市             | Lúzhōu Shì                   | Jiangyang         | 12.236       | 4.254.149        |
| Deyang                         | 德阳市             | Déyáng Shì                   | Jingyang          | 5.910        | 3.456.161        |
| Mianyang                       | 绵阳市             | Miányáng Shì                 | Fucheng           | 20.248       | 4.868.243        |
| Guangyuan                      | 广元市             | Guǎngyuán Shì                | Lizhou            | 16.311       | 2.305.657        |
| Suining                        | 遂宁市             | Suìníng Shì                  | Chuanshan         | 5.323        | 2.814.196        |
| Neijiang                       | 内江市             | Nèijiāng Shì                 | Shizhong          | 5.385        | 3.140.678        |
| Leshan                         | 乐山市             | Lèshān Shì                   | Shizhong          | 12.723       | 3.160.168        |
| Nanchong                       | 南充市             | Nánchōng Shì                 | Shunqing          | 12.477       | 5.607.565        |
| Meishan                        | 眉山市             | Méishān Shì                  | Dongpo            | 7.139        | 2.955.219        |
| Yibin                          | 宜宾市             | Yíbīn Shì                    | Xuzhou            | 13.274       | 4.588.804        |
| Guang’an                       | 广安市             | Guǎng'ān Shì                 | Guang’an          | 6.341        | 3.254.883        |
| Dazhou                         | 达州市             | Dázhōu Shì                   | Tongchuan         | 16.582       | 5.385.422        |
| Ya’an                          | 雅安市             | Yǎ'ān Shì                    | Yucheng           | 15.046       | 1.434.603        |
| Bazhong                        | 巴中市             | Bāzhōng Shì                  | Bazhou            | 12.310       | 2.712.894        |
| Ziyang                         | 资阳市             | Zīyáng Shì                   | Yanjiang          | 5.747        | 2.308.631        |
| — Autonome Bezirke —           |                    |                              |                   |              |                  |
| Ngawa                          | 阿坝藏族羌族自治州 | Ābà Zàngzú Qiāngzú Zìzhìzhōu | Barkam            | 83.016       | 822.587          |
| Garzê                          | 甘孜藏族自治州     | Gānzī Zàngzú Zìzhìzhōu       | Kangding          | 149.599      | 1.107.431        |
| Liangshan                      | 凉山彝族自治州     | Liángshān Yízú Zìzhìzhōu     | Xichang           | 60.294       | 4.858.359        |

### Größte Städte
Die Einwohnerzahlen sind auf dem Stand der Volkszählung 2020 und beziehen sich auf die eigentliche städtische Siedlung.
| Rang | Stadt    | Einwohner  | Rang | Stadt   | Einwohner |
| ---- | -------- | ---------- | ---- | ------- | --------- |
| 1    | Chengdu  | 13.568.357 | 6    | Yibin   | 1.100.737 |
| 2    | Mianyang | 1.549.499  | 7    | Zigong  | 868.565   |
| 3    | Nanchong | 1.254.455  | 8    | Suining | 829.356   |
| 4    | Dazhou   | 1.135.817  | 9    | Leshan  | 802.817   |
| 5    | Luzhou   | 1.128.479  | 10   | Meishan | 732.757   |

## Geschichte
Seit der Shang-Dynastie existierten in Sichuan Siedlungen, aus denen sich im 9. Jahrhundert v. Chr. die Königreiche Shu und Ba entwickelten, bis sie 316 v. Chr. vom aufstrebenden Reich der Qin annektiert wurden. Ein archäologischer Fundort für das Reich Shu liegt im Dorf Sanxingdui.
Im 3. Jahrhundert v. Chr. wurde mit der Errichtung des Bewässerungssystems von Dujiangyan eine wichtige Grundlage für den agrarischen Reichtum der Provinz gelegt.
Brach die Herrschaft einer chinesischen Dynastie zusammen, gehörten die Bewohner Sichuans stets zu den ersten, die die Wirren nutzten, um ein eigenes Königreich zu gründen. Dies war im Jahr 24 der Fall, als sich Gongsun Shu während des Aufstandes der Roten Augenbrauen zum König von Shu ausrufen ließ. Seine Herrschaft bestand bis 36, als sie von Han Guangwu di zerschlagen wurde.
Als der Aufstand der Gelben Turbane das Ende der Han-Dynastie einläutete, errichtete Zhang Lu von 186 bis 216 in Sichuan und Süd-Shaanxi eine daoistische Theokratie, die auf den Lehren seines Großvaters Zhang Daoling beruhte.
Im Zerfall des Reichs der Han gründete Liu Bei 221 Shu-Han, eines der Drei Reiche, die für die folgende Periode namensgebend waren.
In den frühen 1930er Jahren waren bereits die nördlichen Teile Sichuans kommunistisch kontrolliert. 1935 führte die Route des Langen Marsches durch Sichuan; dabei war die Erstürmung der Brücke von Luding eine der gewagtesten Aktionen.
1936 erlebte Sichuan eine extreme Dürre mit folgender Hungersnot.
Nach der Eroberung von Wuhan durch die Japaner verlegten die Nationalisten unter Chiang Kai-shek 1938 ihr Hauptquartier nach Chongqing.
1949 wurde nach Ausrufung der VR China das Südwest-Büro unter der Führung des gebürtigen Sichuanesen Deng Xiaoping eingerichtet, um die Herrschaft der KPCh in dieser Region zu festigen. Im Dezember 1949 eroberten die Kommunisten mit Chongqing den letzten Festlandsstützpunkt der KMT.
1955 wurde die Provinz Xikang aufgelöst und deren östliche Hälfte Sichuan zugeschlagen.
1975 wurde Zhao Ziyang Parteisekretär in Sichuan und leitete erste marktwirtschaftliche Reformen in der Landwirtschaft ein.
1997 wurde das im Osten gelegene Gebiet um die Stadt Chongqing von Sichuan abgetrennt und als regierungsunmittelbare Stadt direkt der chinesischen Zentralregierung unterstellt.

## Bevölkerung
Neben einer Mehrheit von Han (95 %) leben in Sichuan Angehörige der Minderheiten der Yi (2,6 %), Tibeter (1,5 %), Qiang (0,4 %) und Miao. Der größte Teil der Bevölkerung lebt in der Ebene und ist von den Han dominiert, während die gebirgigen Gebiete dünn besiedelt sind und stark von den Minderheiten geprägt werden.
2013 lag die durchschnittliche Lebenserwartung bei 74,8 Jahren.
Sichuan ist eine bedeutende Ausgangsregion für innere Migration, d. h. viele Wanderarbeiter stammen aus dieser Provinz.
Bevölkerungsentwicklung
Bevölkerungsentwicklung der Provinz seit dem Jahre 1954. 1997 wurde Chongqing von der Provinz abgespalten.
| Jahr        | Einwohnerzahl |
| ----------- | ------------- |
| Zensus 1954 | 62.303.999    |
| Zensus 1964 | 67.956.490    |
| Zensus 1982 | 99.713.310    |
| Zensus 1990 | 107.218.173   |
| Zensus 2000 | 82.348.296    |
| Zensus 2010 | 80.417.528    |
| Zensus 2020 | 83.674.866    |

### Sprachen
Die Mehrzahl der in Sichuan gesprochenen Dialekte der chinesischen Sprache, einschließlich des Dialekts der Hauptstadt Chengdu, gehören zur südwestlichen, auch als Huguang (湖廣 / 湖广) oder Xinan (西南) bezeichneten Gruppe der chinesischen Sprachen und weisen eine starke Ähnlichkeit zu den Dialekten der benachbarten Provinzen Yunnan und Guizhou sowie der Stadt Chongqing auf.
Die Verschmelzung der Retroflexen /tʂ tʂʰ ʂ/ und der Alveolaren /ts tsʰ s/, die Verschmelzung von /n/ und /l/ sowie von /ɤŋ/ bzw. /iɤŋ/ und /ən/ bzw. /in/ sind Besonderheiten, die verschiedenen Dialekten der südwestlichen Sprachgruppe gemeinsam sind.
Die Autonomen Bezirke Garzê und Ngawa im Westen und Norden Sichuans werden überwiegend von Tibetern bewohnt, welche die tibetischen Dialekte Kham und Amdo sprechen. Die Qiang und mit ihnen verwandte ethnische Gruppen sprechen mehrere eigene tibeto-birmanische Sprachen. Die im Autonomen Bezirk Liangshan im Süden Sichuans ansässigen Yi verwenden ebenfalls eine eigene tibeto-birmanische Sprache, welche offiziell mit einer Silbenschrift aus 1164 Zeichen geschrieben wird.

## Wirtschaft
Die Provinz Sichuan ist insgesamt noch vorwiegend agrarisch geprägt. Die Regierung bemüht sich allerdings um eine aktive Wirtschaftspolitik und hat in Chengdu und Mianyang Sonderwirtschaftszonen eingerichtet.
Unter den Inlandsprovinzen zählt Sichuan zu den wohlhabenden, kann sich jedoch nicht mit Küstenregionen wie Guangdong oder Shanghai messen.
1999 lag die offizielle Arbeitslosenquote bei 3,7 %.
Im Jahr 2015 war die Wirtschaft Sichuans mit einem BIP in Höhe von 3,01 Billionen Yuan (483 Milliarden US-Dollar) die sechstgrößte Chinas. Das BIP pro Kopf betrug 39.695 Yuan (5.967 US-Dollar/KKP: 11.430 US-Dollar) pro Jahr (Rang 24 unter den chinesischen Provinzen). Das Wohlstandsniveau in der Provinz betrug 74 % des chinesischen Durchschnitts.

### Landwirtschaft
Sichuan gilt vorwiegend als Reisanbaugebiet, ist aber auch bedeutender Produzent von Mais, Süßkartoffeln, Weizen, Raps und Soja. Der Anbau von Obst und Zitrusfrüchten ist ebenfalls verbreitet. An tierischen Produkten sind vor allem Schweinefleisch und Seidenkokons bedeutend. Des Weiteren wird in Sichuan Tee von internationalem Rang produziert. Dieser Tee ist ausschließlich für den Export bestimmt. In den Gebirgslagen der Provinz wird außerdem der großrahmige Jiulong-Yak gezüchtet. Eine Zuchtstation, die das Leistungsniveau dieser Yak-Rasse weiter verbessern soll, besteht seit 1980 in Jiulong.
Der Wert der landwirtschaftlichen Produktion stieg von 1994 bis 1999 jährlich um durchschnittlich 5,6 % auf 144,5 Milliarden RMB.

### Bergbau
In Sichuan werden Eisen (bei Panzhihua), Titan, Vanadium und Cobalt abgebaut.

### Industrie
Im Jahr 1999 betrug der Wert der industriellen Produktion von Sichuan 390 Milliarden RMB. Neben Schwerindustrie (Eisen, Stahl, Energieerzeugung) existiert Leichtindustrie mit Holzverarbeitung, Seidenweberei und Lebensmittelproduktion.

## Infrastruktur
Sichuan wurde in den 1950er Jahren in das Eisenbahnnetz der VR China integriert, und seither ist Chengdu der wichtigste Knotenpunkt in Chinas westlicher Region. Die Verbindungen mit den anderen Landesteilen laufen nach Norden über Baoji nach Xi’an, nach Osten über Chongqing und nach Süden über Xichang nach Kunming. 1998 betrug die Gesamtlänge der Strecken 2693 km.
Nach Tibet in Richtung Westen führen mehrere ausgebaute Straßen, z. B. über Kangding, und seit August 2006 die neue Qinghai-Tibet-Bahn, welche auch die höchstgelegene Bahnstrecke der Erde ist. Das Autobahnnetz befindet sich noch im Ausbau. 1998 hatte es 550 km Streckenlänge zwischen Chongqing, Chengdu, Mianyang und Xinjin.
Chengdu besitzt mit dem Flughafen Chengdu-Shuangliu einen internationalen Flughafen.

## Kultur
Der dissidente Autor Liao Yiwu ist in Sichuan geboren. Als Sezuan ist die Hauptstadt der Provinz Handlungsort von Bertolt Brechts 1938 bis 1940 entstandenem Theaterstück Der gute Mensch von Sezuan, jedoch ist der Bezug symbolisch und nicht konkret.
In Don Winslows Roman "China Girl" verschlägt es den Hauptcharakter Neal Carey nach Sichuan. Weitere Handlungsorte sind der Emei Shan sowie der Große Buddha von Leshan.

## UNESCO-Welterbe

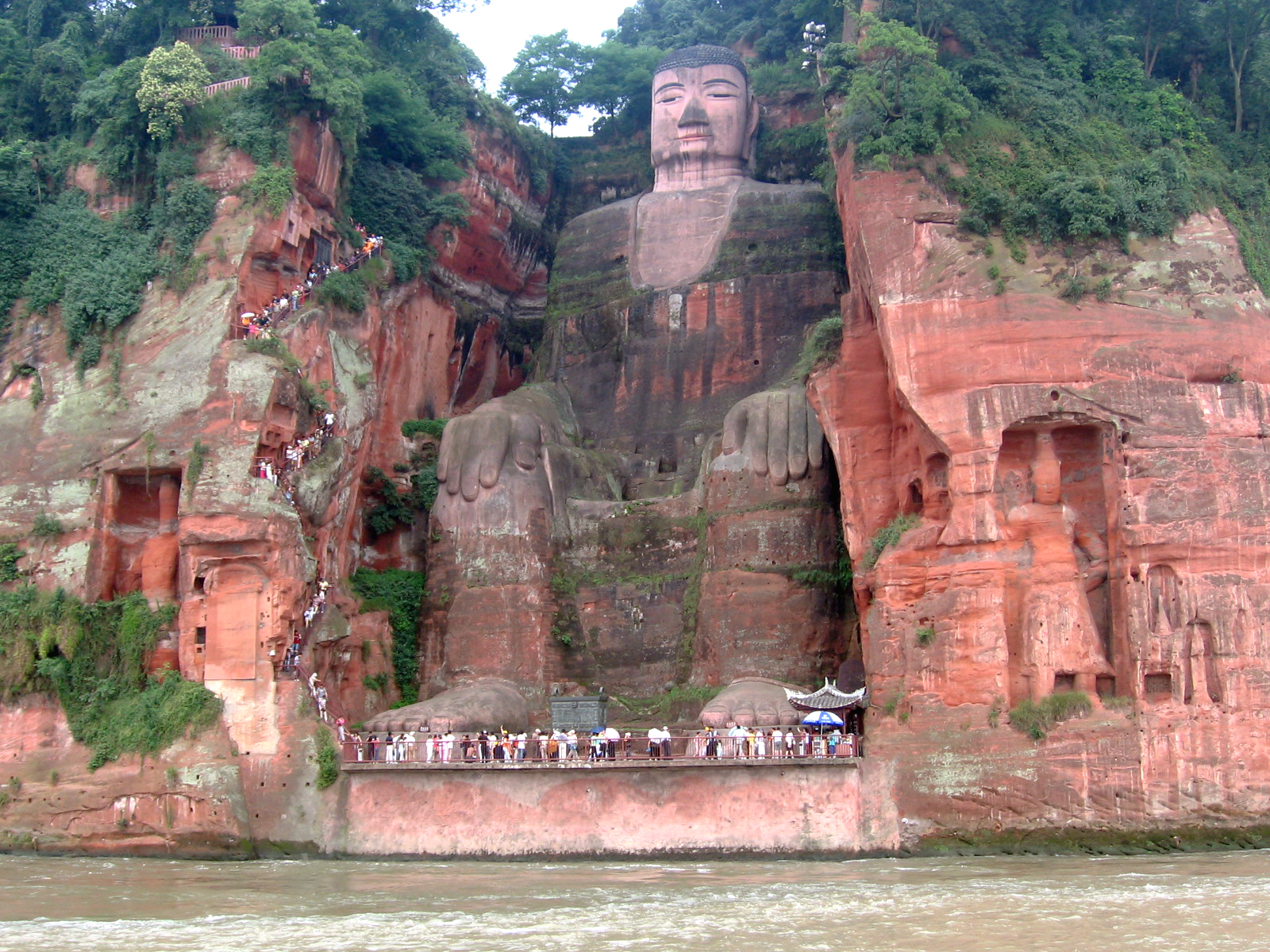
Großer Buddha von Leshan, 2005

In der UNESCO-Liste des Weltkulturerbes bzw. Weltnaturerbes werden aus Sichuan aufgelistet:
- Jiuzhaigou – 九寨沟: Ein 440 km nördlich von Chengdu gelegenes Naturschutzgebiet, das Wasserfälle und Minderheitenkultur zu bieten hat.
- Huanglong – 黄龙
- Emei Shan – 峨眉山: Der Emei Shan liegt 165 km südwestlich von Chengdu. Es ist einer der vier dem chinesischen Buddhismus heiligen Berge. Der Legende nach soll der Bodhisattva Samantabhadra auf dem Emei Shan gelehrt haben. Der Berg ist mit Tempeln übersät und ein populäres Pilgerziel.
- Großer Buddha von Leshan – 乐山大佛: Der Leshan-Buddha wurde zwischen 719 und 803 aus einer Felsklippe des Min-Flusses gemeißelt. Mit einer Höhe von 71 Metern ist er die größte sitzende Buddhastatue der Welt.
- Qingcheng Shan – 青城山
- Dujiangyan – 都江堰
- Schutzgebiete des Großen Panda in Sichuan – 四川大熊猫栖息地 – 9245 km² mit 5271 km² Pufferzone umfassende Schutzgebiete für den Großen Panda